# Герб Копыси
Герб Копыси — геральдический символ городского посёлка Копысь Оршанского района Витебской области Белоруссии. Впервые утверждён в 1781 году, современный вариант — в 2004 году.

## Описание и символика
Официальное описание:

Герб мястэчка Копысь уяўляе сабой выяву ў зялёным полі французскага шчыта чорнага зайца, які сядзіць.
Оригинальный текст (рус.)Герб городского поселка Копысь представляет собой изображение на зелёном поле французского щита сидящего чёрного зайца.

В основу герба городского поселка Копысь положены сведения о том, что округа Копыси славилась лесными массивами, изобилием дичи, а среди зверьков только здесь встречались чёрные зайцы.
В обосновании необходимости учреждения современного герба Копыси отмечается, что особенно в последнее десятилетие XX — начале XXI в. изображение герба 1781 года органично вошло в жизнь и сознание жителей городского поселка. Его можно встретить на страницах изданий, посвященных истории и культуре городского поселка Копысь. Ни одно мероприятие республиканского, районного и поселкового значения не обходилось без использования этого герба.

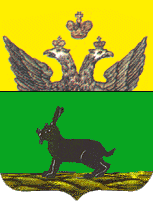
Герб 1781 года

## История
Герб города Копыса утверждён 16 августа 1781 года с другими гербами городов Могилевского наместничества: «В верхней части щита, часть герба Могилевского: в золотом поле половина Российского герба. В нижней — чёрный сидящий заяц, в зелёном поле, каковых редких зверьков в окрестностях сего города изобильно».
Известен проект герба города (23.01.1862 г.): «В золотом щите чёрный заяц с червлёными глазами». В вольной части герб Могилевской губернии. Щит увенчан стенчатой короной и окружён золотыми колосьями, соединёнными Александровской лентой.
Решение об одобрении современных герба и флага принято Копысским поселковым Советом депутатов 18 февраля 2003 г. № 110. Герб утверждён Президентом РБ 9 февраля 2004 года.